# Гай Юлий Виндекс
Гай Юлий Виндекс (лат. Gaius Julius Vindex; ? — 68; по общим правилам передачи латинских имён — Гай Юлий Виндик) — римский полководец, по происхождению галл из древнего аквитанского царского рода. Будучи наместником Лугдунской Галлии, весной 68 поднял восстание против Нерона, которое было поддержано наместником Тарраконской Испании Гальбой и наместником Верхней Германии Вергинием Руфом. Около Бизантия (современный Безансон) воины Вергиния Руфа без приказа свыше напали на проходившую мимо их лагеря армию Виндекса, полагая, что она идёт на них, и разбили её; Виндекс покончил жизнь самоубийством, перерезав себе горло кинжалом.